# 裏原宿

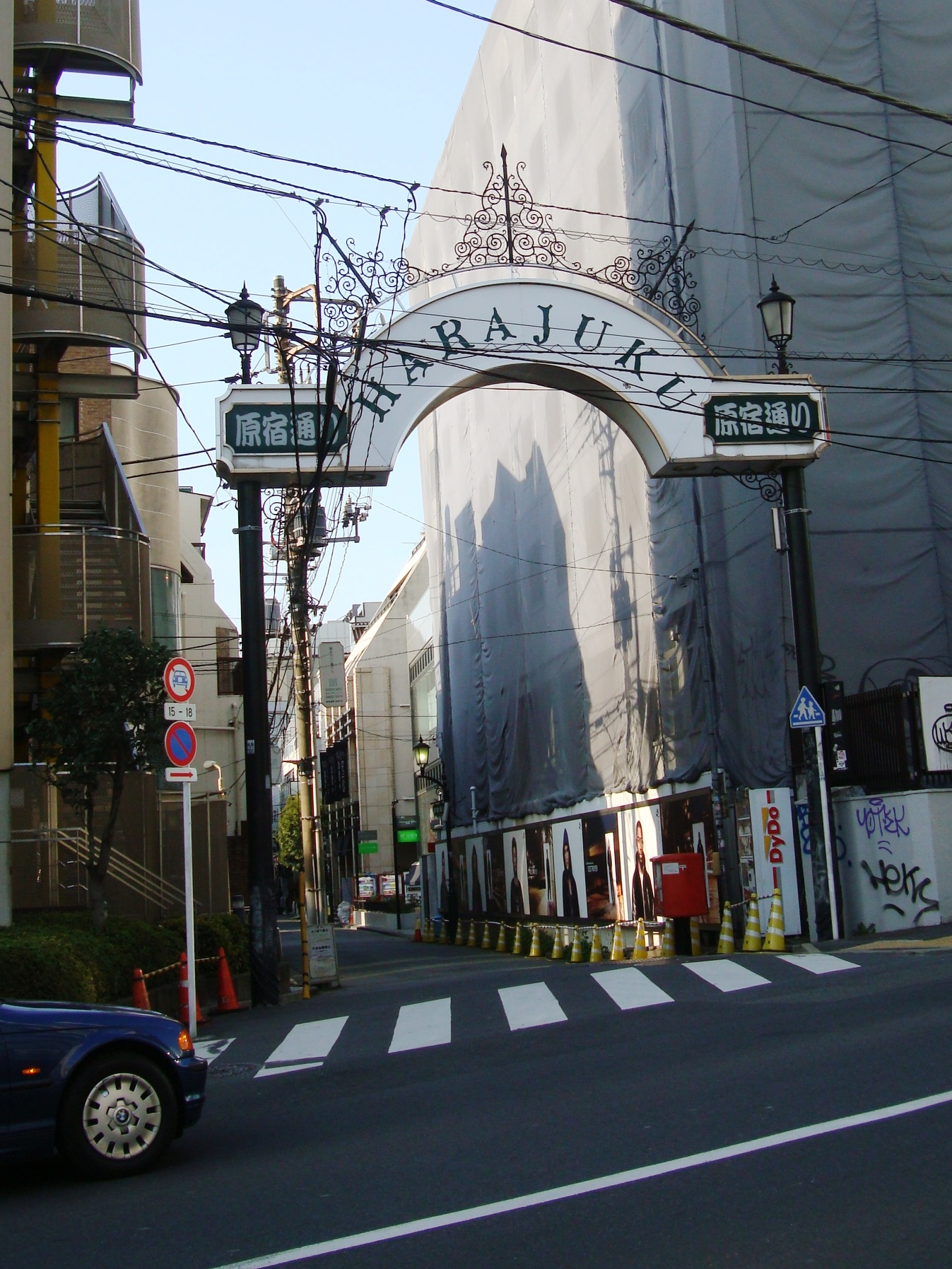
原宿通り（2011年撮影）

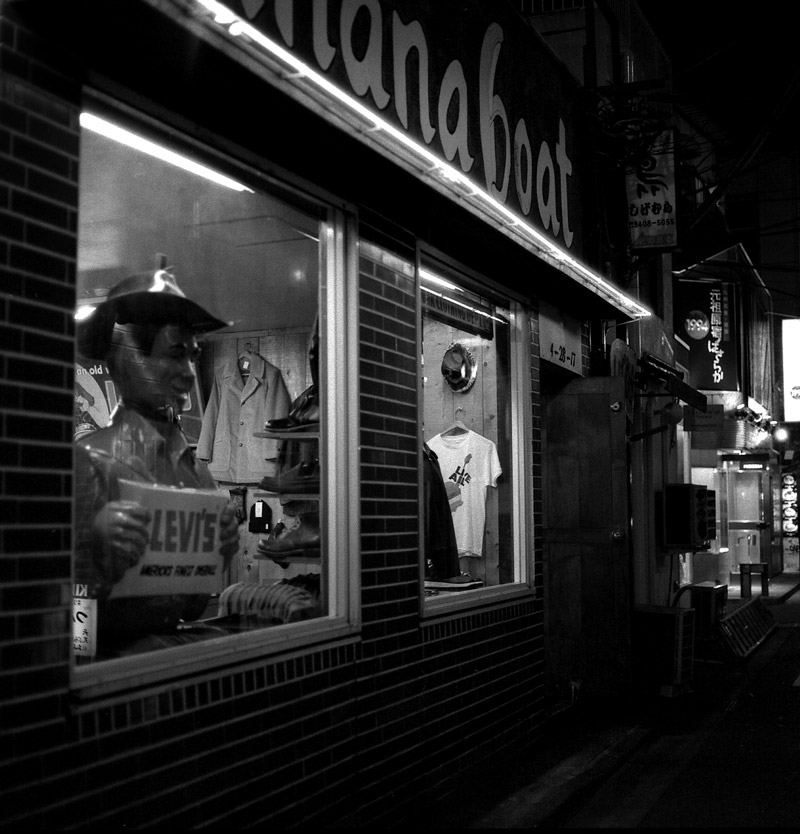
裏原宿の店舗（2005年撮影）

裏原宿（うらはらじゅく）は、神南エリア辺りまでを含めた東京都渋谷区神宮前から同区千駄ヶ谷に至る、原宿界隈の服飾洋品店等が集まる一帯を指す通称。略称は、裏原・ウラハラ。「裏原宿」にショップを構えるファッションブランドは、裏原宿系・裏原系と呼ばれる。
特に、竹下通りから明治通りを跨いだ先の原宿通りや、旧渋谷川遊歩道路（通称「キャットストリート」）沿いの南北に伸びたエリアを指す。原宿駅前から続く竹下通りよりも若者向けの店の進出が遅く、後から発展したことから「裏原宿」と呼ばれる。
道が入り組んで少々不便なことから、竹下通りなどのメインストリートよりもテナント賃料が安く設定されたため、賃料が高い場所では出店できない若手ファッションデザイナーが集まったことが「裏原宿形成」の契機となった。

## 歴史
日本では1970年辺りまでは、若者文化の流行の発信地である「若者の街」といえば新宿であった。しかし1969年、ベトナム戦争への反戦運動として新宿駅西口地下広場で行われていた無許可のフォークソング集会を警察が強制解散させ、その後の6月28日に若者らと機動隊が衝突して多数の逮捕者が出た「新宿西口フォークゲリラ事件」を機に、新宿に若者が集まることが困難となった。この事件により、新宿駅西口地下広場は道路交通法における「通路」とみなされるようになり一切の集会が禁止され、現在までこの規定が維持されている。
一方、1973年に渋谷で渋谷パルコの開店があり、渋谷駅から渋谷パルコを経て渋谷区役所・渋谷公会堂に至る「区役所通り」を「渋谷公園通り」と改称して再開発を実施したことで、日本における若者文化の歴史が大きく変化した。その流れは「新宿から渋谷、または渋谷区一帯へ」（つまり原宿、表参道、代官山、裏原宿方面へと移り変わっていった。これは同時に、政治色の強いカウンターカルチャーから、商業主義的色彩の強いサブカルチャーへの変質でもあった。この一連の変化については、1974年に雑誌『ビックリハウス』を創刊して渋谷から若者文化を形成する一翼を担ったアートディレクターの榎本了壱が、「カウンターカルチャーからサブカルチャーの時代へ」と題した2017年のトークショーで解説を加えた。
1980年代から1990年代にかけてのテレビ番組などでは、竹下通りの裏道にあたる「ブラームスの小径」を「竹下通りの喧騒とは打って変わって、静かな所にお洒落なカフェやレストランがある」といった事例を取り上げ「裏原宿」として紹介していた。

## 「裏原宿系」とされるブランド
裏原宿の若者向けショップの先駆けは、1993年にファッションブランド「GOODENOUGH」の藤原ヒロシ、「A BATHING APE」のNIGO、「UNDERCOVER」の高橋盾がオープンした「NOWHERE」とされる。
裏原宿系ファッションブランドの黎明期においては、店舗がファッション雑誌の地図に載ることもなかった。また、裏原宿系ファッションブランド商品はTシャツなどでも高価な物が多く、珍しい物はさらに価格が高騰し入手困難なアイテムも存在した。
裏原宿系ファッションブランドの店舗には、看板が無い場合（外の入口の床にショップの刻印が小さく施されているなど）や、地下に店舗を構えている場合も多く、外見上から店舗と判断しにくい場合もある。また、出入口が複数ある店舗が多い。店内では店員と購買客との区別が付けにくく、積極的な売り口上も見られないことがある。

### ブランド一覧
- UNDERCOVER
- GOODENOUGH
- A BATHING APE
- AFFA
- HEAD PORTER
- NUMBER (N)INE
- REVOLVER
- ジェネラルリサーチ

## ギャラリー

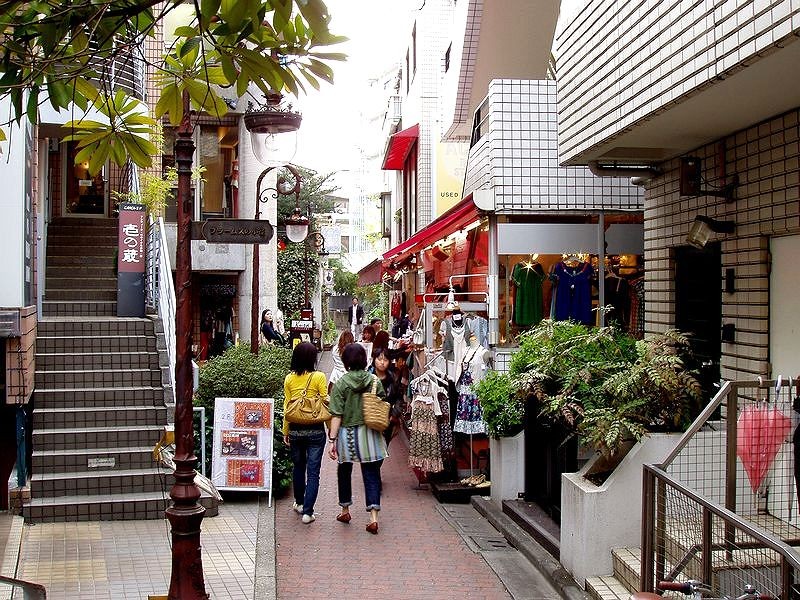
ブラームスの小径（2008年4月12日撮影）
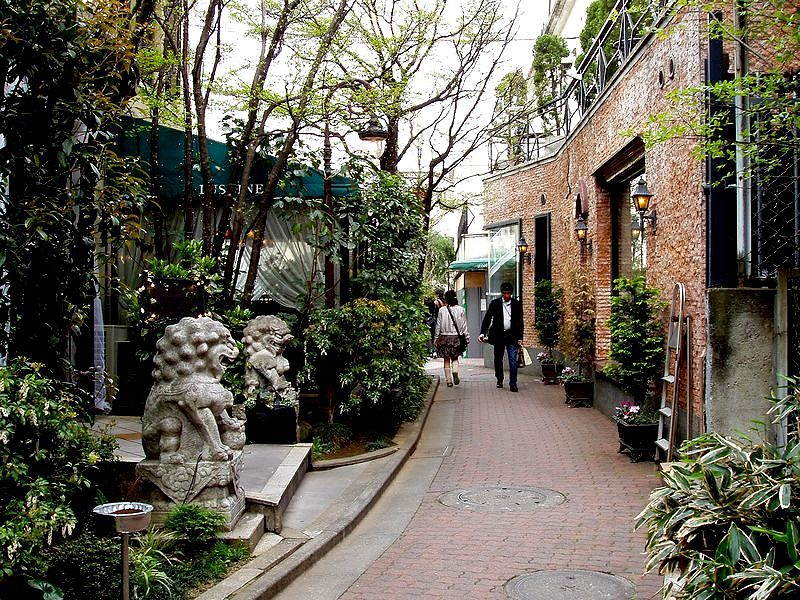
同左（2008年4月12日撮影）
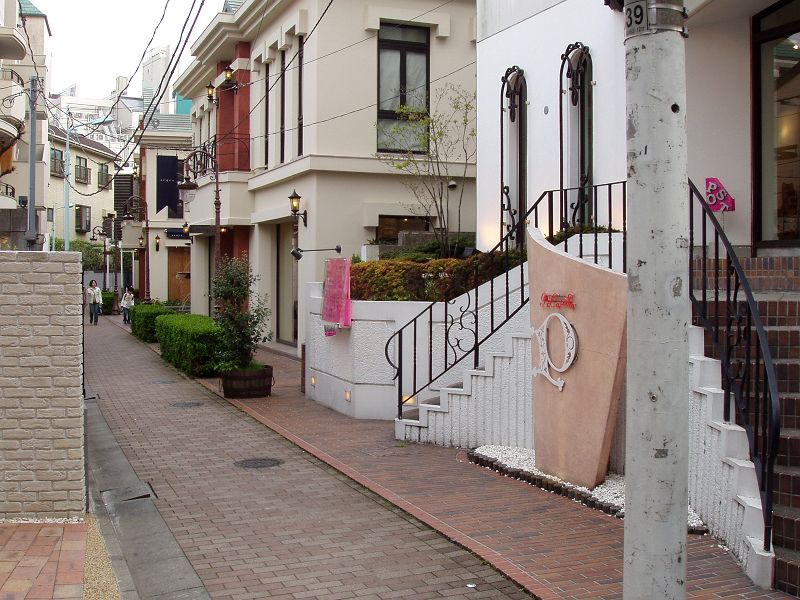
フォンテーヌ通り（2008年4月12日撮影）
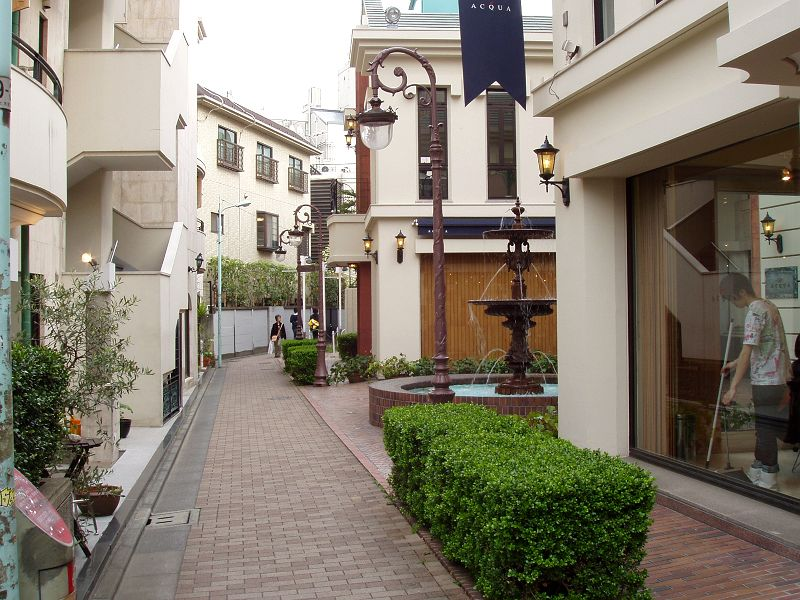
同左（2008年4月12日撮影）